# Гуэмес (муниципалитет)
Гуэмес (исп. Güémez) — муниципалитет в Мексике, штат Тамаулипас с административным центром в одноимённом посёлке. Численность населения, по данным переписи 2010 года, составила 15 659 человек.

## Общие сведения
Название Güémez дано в честь 41-го вице-короля Новой Испании Хуана Франсиско де Гуэмеса.
Площадь муниципалитета равна 1209 км², что составляет 1,51 % от общей площади штата, а наивысшая точка — 2620 метров, расположена в поселении Ранчо-Нуэво-Лас-Чинас.
Гуэмес граничит с другими муниципалитетами штата Тамаулипас: на севере с Идальго и Падильей, на востоке с Касасом, на юге с Викторией и Хаумаве, а на западе с другим штатом Мексики — Нуэво-Леоном.

## Учреждение и состав
Муниципалитет был образован в 1843 году, в его состав входит 224 населённых пункта, самые крупные из которых:
| Код INEGI | Населённый пункт                                                                     | Численность населения (2005 год) | Численность населения (2010 год) |
| --------- | ------------------------------------------------------------------------------------ | -------------------------------- | -------------------------------- |
| 013       | Всего                                                                                | 14424                            | 15659                            |
| 0001      | Гуэмес (исп. Güémez) 23°55′07″ с. ш. 99°00′24″ з. д.                                 | 1837                             | 1925                             |
| 0056      | Гуадалупе-Виктория (исп. Guadalupe Victoria) 24°04′29″ с. ш. 99°08′36″ з. д.         | 845                              | 924                              |
| 0121      | Сан-Каетано (исп. San Cayetano) 23°54′26″ с. ш. 99°05′50″ з. д.                      | 759                              | 894                              |
| 0008      | Бальконситос (исп. Balconcitos (Balcones)) 24°00′38″ с. ш. 99°12′08″ з. д.           | 693                              | 774                              |
| 0017      | Эль-Кармен (исп. El Carmen) 24°04′25″ с. ш. 99°08′04″ з. д.                          | 564                              | 621                              |
| 0094      | План-де-Аяла (исп. Plan de Ayala) 24°03′16″ с. ш. 99°07′12″ з. д.                    | 483                              | 534                              |
| 0128      | Сан-Хосе-де-лас-Флорес (исп. San José de las Flores) 23°54′13″ с. ш. 99°06′56″ з. д. | 509                              | 518                              |

## Экономика
По статистическим данным 2000 года, работоспособное население занято по секторам экономики в следующих пропорциях: сельское хозяйство, скотоводство и рыбная ловля — 59,2 %, промышленность и строительство — 15,8 %, сфера обслуживания и туризма — 23,1 %, прочее — 1,9 %.

## Инфраструктура
По статистическим данным 2010 года, инфраструктура развита следующим образом:
- электрификация: 97 %;
- водоснабжение: 87,2 %;
- водоотведение: 26,2 %.

## Фотографии

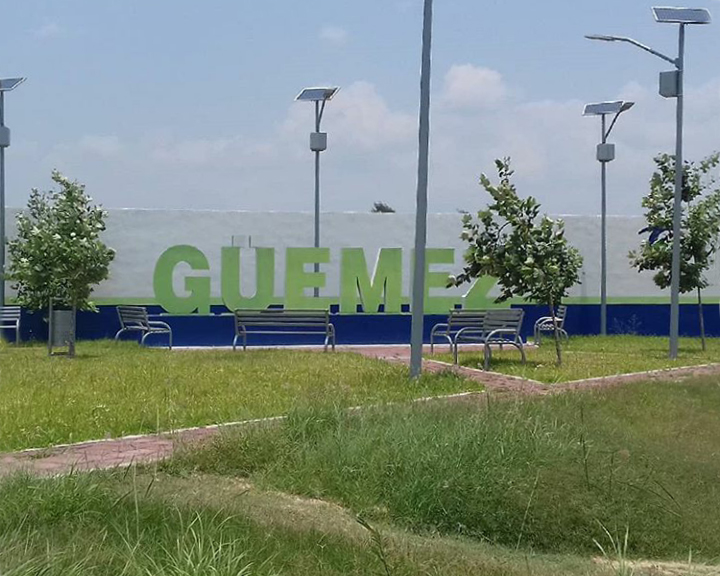
Въезд в Гуэмес
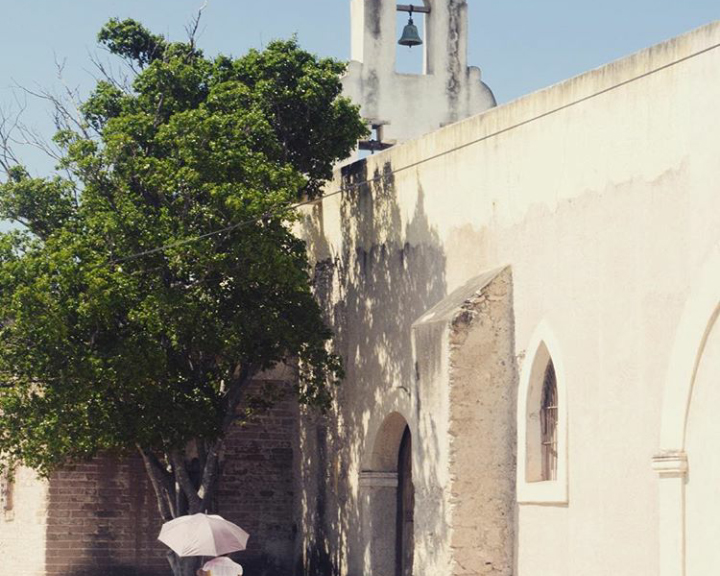
Церковь Святого Франсиска Асизского
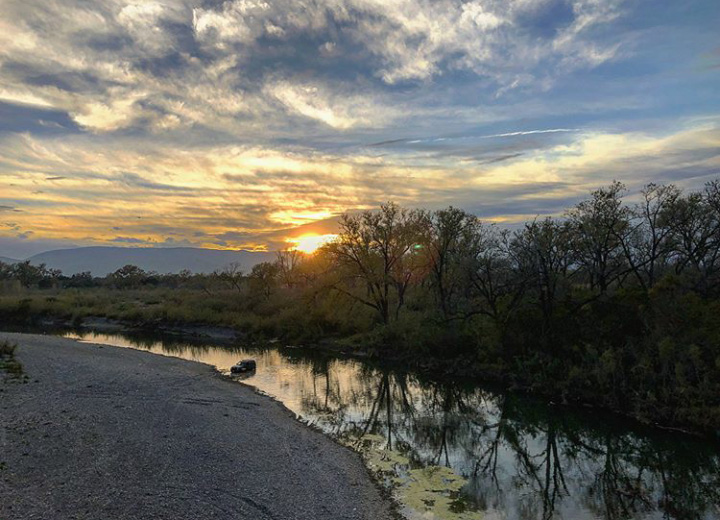
Река Пурификасьон